# Doug Collins
Pour les articles homonymes, voir Doug Collins (homme politique) et Collins.
Paul Douglas Collins, né le 28 juillet 1951 à Christopher (Illinois), plus connu sous le nom de Doug Collins, est un joueur professionnel américain de basket-ball (4 fois All-Star), commentateur et entraîneur de nombreuses équipes de la NBA.

## Biographie

### Carrière de joueur
Collins connut une belle carrière au lycée à Benton, Illinois, lui permettant d'intégrer l'université d'État de l'Illinois, en 1969.
Collins est choisi pour représenter les États-Unis lors des Jeux olympiques d'été de 1972 à Munich. Alors qu'on se souvient surtout de l'assassinat d'athlètes israéliens, ces jeux connaissent aussi l'une des plus grosses controverse de l'histoire des jeux. L'URSS bat les États-Unis en finale, rencontre où Collins a un rôle prépondérant. Les États-Unis sont alors invaincus dans l'histoire des Jeux olympiques. Collins réussit deux lancer-francs. Le temps de jeu apparemment écoulé, les États-Unis mènent 50-49 et semblent avoir acquis la médaille d'or. Les Soviétiques réclament alors un temps mort qu'ils auraient déposé entre les deux lancers de Collins mais que les arbitres n'auraient pas validé. Sous l'action du président de la FIBA William Jones, les Soviétiques obtiennent finalement celui-ci et trois secondes de jeu. Ils remettent en jeu mais ne parviennent pas à inscrire de panier, offrant ainsi le titre aux Américains. Mais l'horloge n'ayant pas été correctement réglée avant cette remise en jeu, les arbitres décident de faire rejouer ces trois secondes à jouer, offrant une chance supplémentaire aux Soviétiques, qu'ils utilisent pour inscrire un lay-up face à une défense américaine totalement immobile,. Cela coûte sa première défaite aux États-Unis lors des Jeux olympiques sur le score de 51-50.
Après cette rencontre controversée, Collins est sélectionné par les Nuggets de Denver, alors en American Basketball Association (ABA). Lors d'une draft supplémentaire en 1973, il est également choisi par les Nets du New Jersey. Bien qu'il soit choisi par des équipes ABA, il ne joue jamais dans cette ligue, effectuant ces débuts aux 76ers de Philadelphie lors de la saison 1973-1974 qui le choisissent en première position lors de la draft 1973 de la NBA. Il joue seulement 25 rencontres lors de sa première saison chez les 76ers, inscrivant 8 points par match.
Ses statistiques s'améliorent au fil des saisons, inscrivant presque 18 points et distribuant 2,6 passes décisives et captant 4 rebonds par match en 81 rencontres lors de la saison 1974-1975, passant à 20,8 points et près de 4 rebonds par match la saison suivante.
Il garde cette moyenne d'environ 19 points et 4 rebonds par match lors des trois saisons suivantes, alors que les 76ers atteignent les Finales NBA lors de la saison 1976-1977. Bien que l'équipe compte Julius Erving dans ses rangs, les Sixers ne parviennent pas à battre les Trail Blazers de Portland de Bill Walton lors de ces finales, perdant quatre rencontres à deux.
Lors de la saison 1978-1979, Collins subit une grave blessure, le limitant à seulement 47 matches cette année-là, et l'obligeant également à mettre un terme à sa carrière. La saison 1980-1981 est sa dernière saison. Il joue 12 matches avant d'annoncer qu'il prend sa retraite.
Collins inscrit un total de 7 427 points en 415 rencontres NBA, pour une moyenne de 17,9 points par match, captant 1 339 rebonds pour une moyenne de 3,2 par match et compilant 1 368 passes décisives, avec une moyenne de 3,3 passes par match. Alors que le tir à trois-points vient d'être introduit dans le basket-ball quand Collins se retire, il en tente seulement un dans sa carrière NBA, le manquant. Il glane également 4 sélections au All-Star Game (1976, 1977, 1978, 1979).

### Carrière d'entraineur
Collins fait son retour dans la grande ligue, en tant qu'entraîneur des Bulls de Chicago au milieu des années 1980, Michael Jordan débutant sous ses ordres. Les Bulls font des apparitions en playoffs sous ses ordres, mais ils sont incapables de remporter un championnat. Collins est alors remplacé par son assistant Phil Jackson.
Collins est nommé entraîneur des Pistons de Détroit en 1995, où il exerce jusqu'en 1997, année où il est licencié à la fin de la saison et remplacé par Alvin Gentry. Collins devient ensuite commentateur à la télévision, travaillant de nombreuses années pour différentes chaînes, comme NBC et TNT. Il travaille comme commentateur environ cinq années, avant d'être engagé à nouveau comme entraîneur, par les Wizards de Washington, au début de la saison 2001-2002. Après que les Wizards eurent licencié Collins à l'issue de la saison 2002-2003, il réintègre les rangs de TNT.
En huit saisons en tant qu'entraîneur NBA, Collins compile un bilan de 332 victoires - 287 défaites (53,6 % de victoires) et un bilan de 15 victoires - 23 défaites en playoffs (39,5 %).
Doug et sa femme Kathy ont deux enfants. Leur fils Chris, joueur professionnel puis entraîneur de basket-ball et leur fille Kelly est enseignante en Pennsylvanie.
Le 21 mai 2010, il devient le nouvel entraineur des 76ers de Philadelphie, avec un contrat de quatre ans.
Le 15 avril 2013, Doug Collins annonce son départ des Sixers la saison prochaine et assume la décision de ne pas honorer sa dernière année de contrat. Après avoir emmené Philadelphie en playoffs en 2011 et 2012, il assume la mauvaise saison de Philadelphie et le club officialise sa démission mais il reste cependant au club en tant que conseiller du président,,.
Il a un terrain de basket-ball à son nom à l'université d'État de l'Illinois.